# Jaba Zarkua
Jaba Zarkua (escrito también como Jaba Zarqua, en georgiano ჯაბა ზარქუა; Tiflis, 1988) es un escritor georgiano.

## Biografía
Jaba Zarkua es licenciado en medicina y actualmente trabaja como gastroenterólogo, participando en el tratamiento de pacientes con diversos trastornos hepáticos. Ha compaginado su carrera médica con una profusa producción literaria.

## Obra
Jaba Zarkua comenzó a escribir a los 17 años, participando en distintos concursos literarios donde ha obtenido varios premios. Sus relatos han aparecido en varias antologías, incluida la antología anual publicada por Sulakauri 15 Best Short Stories en 2012 y 2014. Su primer libro, La paradoja de Warmstadt fue publicado en 2011. Su segundo libro, El lector debe morir (მკითხველი უნდა), es una novela de ciencia ficción galardonada con el premio IliaUni 2013. En ella el autor nos presenta un mundo distópico e inquietante en el que nada es inequívoco o inquebrantable, todo está definido por su contexto. La trama se desarrolla a principios del año 2200, estando el mundo dividido en dos partes: un gran imperio fascista y varios estados pequeños, incluido Warmstadt («ciudad cálida», que es el significado literal de Tiflis).
Su posterior novela Al final fue la palabra (ბოლოს იყო სიტყვა, 2017) describe una nueva era en el siglo XXII en donde Damien Tsitsishvili, fundadora de una nueva religión basada en premisas científicas, es condenada a muerte, siendo su último deseo visitar a su padre que fue exiliado al espacio.
Jaba Zarkua también ha escrito guiones para varios programas de televisión.